# 383 ماديسون أفينيو
383 ماديسون أفينيو (بالإنجليزية: 383 Madison Avenue)‏ هو مبنى مكاتب يقع في مبنى كامل يحده شارع ماديسون وشارع فاندربيلت وشارع 46 الشرقي والشارع 47 الشرقي في وسط مدينة مانهاتن بمدينة نيويورك. كان يُعرف سابقًا باسم مبنى بير ستيرنز، وهو مملوك ومشغول من قبل جي بي مورغان تشيس.
بعد العديد من الخطط الفاشلة لتطوير الموقع، تم بناء 383 ماديسون أفينيو بين عامي 1999 و 2002 فوق ساحات السكك الحديدية تحت الأرض محطة غراند سنترال القريبة. كان 383 ماديسون أفينيو يضم المقر العالمي لـ بير ستيرنز المتوقفة الآن من اكتمال المبنى حتى انهيار Bear وبيعه إلى جي بي مورغان تشيس في عام 2008. يضم المبنى الآن مكاتب نيويورك لقسم الخدمات المصرفية الاستثمارية في ج. ب. مورجان، والذي كان يشغل سابقًا بارك أفينيو 277. يقع كل من ماديسون 383 و بارك 277 بجوار عنوان المقر الرئيسي العالمي لـ جي بي مورغان تشيس، بارك أفينيو 270 ، ويعمل مبنى ماديسون 383 حاليًا كمقر مؤقت بينما يتم إعادة تطوير بارك 270.

## التصميم

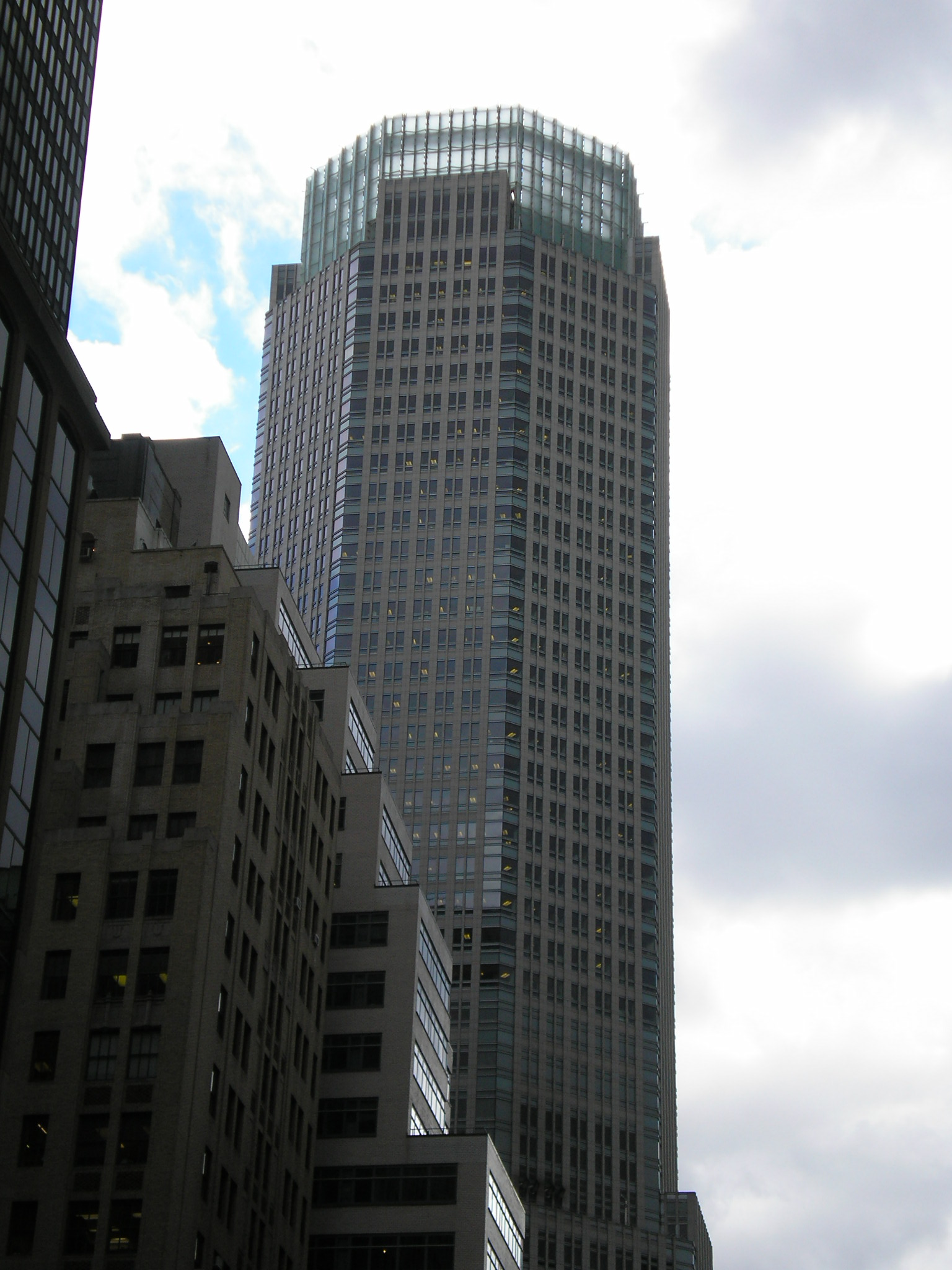
الزجاج "التاج" في الأعلى

صممه ديفيد شيلدز من سكيدموري، أوينغس وميريل (SOM)، 755 قدم (230 م) بارتفاع 47 طابقًا وحوالي 1,200,000 قدم مربع (110,000 م2) متاح للإيجار. يحتوي المبنى على برج ثماني الأضلاع يرتفع من قاعدة مستطيلة مكونة من ثمانية طوابق. الواجهة مصنوعة من الجرانيت بألواح زجاجية. ينتهي البرج عند ارتفاع 70 قدم (21 م) تاج مصنوع من الزجاج ويضيء بالليل.
يقع ثلثا أساسات المبنى على ألواح فوق ساحات مترو نورث سكة حديد، شمال محطة غراند سنترال، بدلاً من أن تكون متصلة بالصخرة نفسها. تطلبت الأنفاق أيضًا من بير شتيرنز نقل معدات التدفئة والتهوية وتكييف الهواء والمعدات الميكانيكية التي عادة ما تكون في الطابق السفلي لأعلى في المبنى. يستخدم المبنى 285,866 قدم مربع (26,557.8 م2) حقوق جوية من ساحات المحطة.

### الخصائص
تم تصميم المبنى ليكون قادرًا على العمل لمدة أربعة أيام بدون طاقة خارجية من خلال أربعة 7,500 كيلوواط (10,100 حصان) مولدات كهربائية للطوارئ، وتوربينات بخارية خاصة بها، وخزانات يمكنها تخزين 109,000 غالون أمريكي (410,000 ل؛ 91,000 غالون إمب) من مياه الطوارئ. عندما تم افتتاحه، احتوى المبنى على 23 مصعدًا عالي السرعة قادرًا على السفر 14,000 قدم في الدقيقة (4,300 م/د). اعتبارًا من 2020، المبنى به 30 اسانسير. كانت الطوابق من 3 إلى 11 بمثابة طوابق تداول بير ستيرنز. كان كل طابق 44,000 قدم مربع (4,100 م2) ويضم كل منها 285 تاجرًا.

## التاريخ
كان المبنى الأصلي في 383 ماديسون عبارة عن 14 طابقًا، 505,000 قدم مربع (46,900 م2) مبنى مكاتب من الحجر الجيري صممه شركة كروس&كروس وسمي مبنى ناب. احتل المبنى المبنى بأكمله وكان بمثابة المقر الرئيسي لبنك مانهاتن للتوفير، بي بي دي أو،  ووليام زيندورف ويب وناب.
في أكتوبر 1982، استحوذت جي وير ترافلستيد وبوسطن فرست على المبنى مقابل 77.75 مليون دولار وتعاقدت مع سكيدموري، أوينغس وميريل لتصميم بديل جديد للموقع. وصلت الدراسات الأولية للمشروع إلى 2,200,000 قدم مربع (200,000 م2) و 140 طابقًا، أطول من برج سيرز، أعلى مبنى في العالم في ذلك الوقت.
72 طابقًا، 1,040 قدم (320 م) برج طويل تم اقتراحه لاحقًا في منتصف الثمانينيات. المبنى (المشار إليه أيضًا باسم برج ترافيلستيد )، والذي كان من الممكن أن يكون رابع أطول مبنى في مدينة نيويورك، صممه كون بيدرسن فوكس (KPF) وكان من المفترض أن يمتد على 1,400,000 قدم مربع (130,000 م2). قام كون بيدرسن فوكس بدمج العديد من الانتكاسات في التصميم، وخططت لبناء برج ترافيلستيد من الفولاذ والخرسانة المسلحة. كان من المقرر ترتيب طوابق المكاتب بشكل متقاطع، مع وجود أعمدة في قلب المبنى بسبب وجود مسارات تحت الأرض لـالمحطة المركزية الكبرى. كان من المفترض أن يكون هناك ثلاثة أقسام في البرج: أرضيات تجارية مصنوعة من الخرسانة؛ سلسلة من القصص المكتبية مغطاة بجمالون كتف، وأعلى 20 طابقًا فوق الجمالون.
ومع ذلك، فإن الموقع مخصص فقط لـ 600,000 قدم مربع (56,000 م2) وتحتاج إلى شراء حقوق جوية إضافية من المحطة المركزية الكبرى للوصول إلى المساحة المستهدفة. واجه المبنى معارضة في محاولة لنقل حقوق الطيران، حيث صوت مجلس مانهاتن المجتمعي في نيويورك 5 بالإجماع على رفض النقل في يونيو 1989. بعد معارضة مجلس المجتمع، رفضت لجنة تخطيط مدينة نيويورك أيضًا بالإجماع النقل. رفع المطورون دعوى قضائية ضد المدينة في محكمة نيويورك العليا، لكن المحكمة أيدت قرار المدينة برفض نقل الحقوق، مما أدى إلى إلغاء المشروع فعليًا.
في عام 1994، وقعت HRO الدولية لهورد رونسون صفقة تمنح الشركة خيار شراء العقار مقابل 55 مليون دولار من فرست بوسطون. خطط المطور لبناء مبنى مكون من 24 طابقًا بقيمة 200 مليون دولار باسم بارك أفينيو بليس على الموقع. 800,000 قدم مربع (74,000 م2) تم التخطيط للانتهاء من البرج في الربع الثالث من عام 1996. خطط مكتب حقوق الإنسان لإعادة استخدام أسس المبنى القديم وطلب أيضًا إعفاءات ضريبية من حكومة المدينة. وبحسب ما ورد كان رونسون يجري مناقشات مع صندوق مورغان الضمان وسويس ري حول تثبيت المبنى. ومع ذلك، في يناير 1996، تراجعت شركة فرست بوسطون عن صفقتها مع HRO وبدلاً من ذلك وقعت عقدًا لبيع الأرض إلى بير ستيرنز. اندلع صراع آخر عندما أعلن شريك فيرست بوسطن في الموقع، عائلة البابطين في المملكة العربية السعودية، في فبراير 1996 أنهم سيشترون حصة فيرست بوسطن للسيطرة على الموقع بأكمله. تضمنت حصة ملكية العائلة حق الشفعة إذا حاولت شركة فرست بوسطون بيع العقار.

### البناء والاستخدام

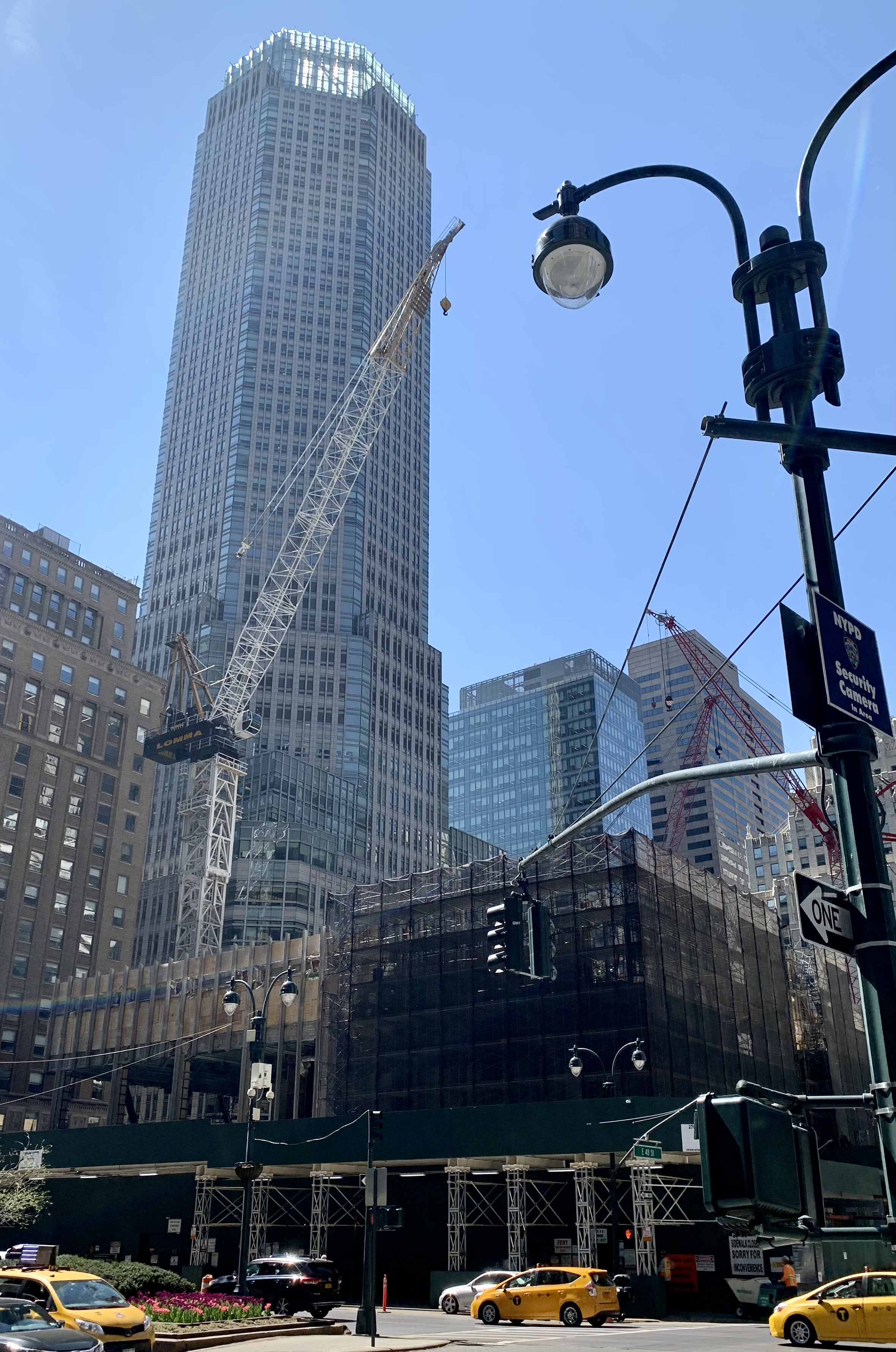
383 ماديسون أفينيو في الخلفية مع الهدم المستمر لـ بارك أفينيو 270 في المقدمة، أبريل 2021

دخلت ج. ب. مورجان تشيس مفاوضات مع عائلة البابطين في أكتوبر 1996، على أمل بناء مقر جديد لأنفسهم في الموقع، بالقرب من مقرهم الحالي في بارك أفينيو 270. وقعت بير ستيرنز عقد إيجار لمدة 99 عامًا للأرض الواقعة أسفل المبنى في عام 1999 مع خطط لنقل مقرها الرئيسي ومعظم موظفيها البالغ عددهم 4500 إلى المبنى الجديد. أدارت هاينز انتيرست عملية التطوير لشركة بير ستيرنز. في منتصف عام 2001، قبل هجمات 11 سبتمبر، قام البنك بتركيب فسيفساء في ردهة الفندق، تظهر أفق مانهاتن قبل بناء مركز التجارة العالمي. اكتمل في عام 2001  وافتتح في عام 2002.
تم تغيير المبنى في عام 2008 أثناء استيلاء ج. ب. مورجان على بير ستيرنز. في مكالمتهم الجماعية للربع الثاني من عام 2008، قدرت جي بي مورجان قيمة المبنى بمبلغ 1.1 إلى 1.4 دولار مليار.
بدأ تفكيك بارك أفينيو 270 المجاور، المقر الرئيسي القديم لشركة ج. ب. مورجان بجوار 383 ماديسون أفينيو، في عام 2019. سيتم تشييد مبنى جديد في موقع بارك أفينيو 270 ليكون بمثابة مقر موسع. خلال الوقت الذي يتم فيه إعادة تطوير بارك أفينيو 270 ، يعمل 383 ماديسون أفينيو كمقر مؤقت.

## التأثير
يختلف التصميم الزخرفي المرئي للمبنى عن النمط الوظيفي التقليدي لمباني المكاتب المجاورة، وبالتالي فقد أثبت أنه لا يحظى بشعبية لدى بعض النقاد. قالت نيويورك، «هذا مبنى لا ترغب في الاقتراب منه في أي مكان في حفل كوكتيل. مرتديًا ما يقرب من رأسه حتى أخمص قدميه من الجرانيت الصلب، وهو مناسب هندسيًا، وهو صلب لدرجة الملل الشديد. بعيدًا عن طابع العمل الحالي لـ سكيدموري، أوينغس وميريل، يُذكّر التصميم بفاصل ما بعد الحداثة المؤسف منذ عقد مضى.»
تظهر صورة ليلية للمبنى تم التقاطها بزاوية شديدة الانحدار من قاعدته على غلاف كتاب وليام د. كوهان، بيت البطاقات: قصة الغطرسة والفائض البائس في وول ستريت (2009).